# Koppelungsverbot
Das Koppelungsverbot ist ein Begriff aus dem Vertragsrecht, der besagt, dass in bestimmten Rechtsbereichen, insbesondere im Verwaltungsrecht, eine Verbindung zweier Vertragsleistungen (Kopplungsvertrag) zum Schutze einer Vertragspartei oder der Allgemeinheit gesetzlich untersagt ist.
Relevant sind Koppelungsverbote ferner z. B. im Bereich der Bauvergabe (Architektenrecht), im öffentlich-rechtlichen Datenschutz, im Wettbewerbsrecht, im Internetrecht sowie bei so genannten Gewinnspielen.

## Verwaltungsrecht
Bei öffentlich-rechtlichen Verträgen müssen die Gegenleistungen des Vertragspartners im Zusammenhang mit der Leistung der Behörde stehen. 

„Das in § 56 VwVfG geregelte Koppelungsverbot ist eine der Voraussetzungen des öffentlich-rechtlichen Austauschvertrages: Die Gegenleistung muss den gesamten Umständen nach angemessen sein und im sachlichen Zusammenhang mit der vertraglichen Leistung der Behörde stehen. Das […] Koppelungsverbot besagt zum einen, dass durch einen öffentlich-rechtlichen Vertrag nichts miteinander verknüpft werden darf, was nicht ohnedies schon in einem inneren Zusammenhang steht. Es verbietet zum anderen, hoheitliche Entscheidungen ohne entsprechende gesetzliche Ermächtigung von wirtschaftlichen Gegenleistungen abhängig zu machen. 
[…] Unerheblich ist, ob die Beteiligten die Unzulässigkeit der Leistung erkannt haben oder auch nur erkennen konnten.“

Ein „Verkauf von Hoheitsrechten“ durch die Verwaltung soll damit ausgeschlossen werden. Verträge, die gegen das Koppelungsverbot verstoßen, sind nichtig.

## Architektenrecht
Es bezeichnet im  Architektenrecht die unzulässige Verknüpfung von Grundstückserwerb und Architektenbindung. Der Grundstückskäufer verpflichtet sich mit dem Erwerb des Grundstücks, bei einer zukünftigen Planung oder Ausführung eines Bauwerks auf dem Grundstück einen bestimmten Architekten oder Ingenieur zu beauftragen.
Das Koppelungsverbot wurde mit dem Gesetz zur Regelung von Ingenieur- und Architektenleistungen vom 4. November 1971 in Art. 10 § 3 eingeführt. Ziel der Regelung war, die freie Entfaltung des Wettbewerbs zu gewährleisten.

## Rechtsquellen
- Verwaltungsverfahrensgesetz (VwVfG) § 56 I 2.
- Bundesdatenschutzgesetz (BDSG) § 28. Abs. 3b.